# Ghidici, Dolj
Ghidici este satul de reședință al comunei cu același nume din județul Dolj, Oltenia, România.